# La lupa (film 1996)
La lupa è un film del 1996 diretto da Gabriele Lavia.
Il soggetto è tratto dall'omonima novella di Giovanni Verga, inserita nella raccolta Vita dei campi.
Il film segue più fedelmente il dramma verista di Verga rispetto alla versione cinematografica del 1953 La lupa di Alberto Lattuada. Il film uscì al cinema il 4 ottobre del 1996.

## Trama
In un casolare sperduto nella campagna si tiene un incontro clandestino fra la lupa e padre Angiolino. Il prete non riesce a sottrarsi al fascino della donna e decide di abbandonare la città. Il treno con il quale se ne va è lo stesso dal quale scende il giovane Nanni Lasca, appena tornato dal servizio militare. Lungo la strada di casa, Nanni incontra Maricchia, la figlia della lupa, e si mostra subito interessato a lei. La ragazza, dapprima ritrosa (condizionata dalla fama di seduttrice della madre), poi acconsente ad andare nel carro di Nanni e ad accompagnarlo fino in paese. Nanni, però, suscita immediatamente l'interesse della lupa, che comincia a stargli alle costole senza dargli tregua.
Il giovane vuole sposare Maricchia, anche perché vuole sistemarsi economicamente col terreno che la ragazza porta in dote. La lupa acconsente al matrimonio pur di stare vicino all'uomo amato. Prima delle nozze però Nanni cede alla passione della lupa, pur provando un senso di rabbia per la propria debolezza. Anche a nozze avvenute la donna non cessa d'infastidire il giovane, mentre tutto il paese deplora il suo comportamento, coinvolgendo anche la povera Maricchia, che è incinta. Un giorno, colpito dal calcio di una mula, Nanni viene ridotto in fin di vita e, guarito e pentito, fa pubblica ammenda delle proprie colpe. La lupa ora vive da sola in un casolare, e non più in casa dei due.
In occasione della processione di Santa Rosalia, Nanni viene scelto per portare lo stendardo della santa. Ma lo dimentica a casa e corre a prenderlo prima dell'inizio della processione. Maricchia, insospettita dal ritardo del marito, affida il suo piccolo ad una signora del paese e parte alla ricerca di Nanni che nel frattempo è arrivato nel cortile della casa dove trova la lupa, che lo seduce ancora e allo stesso tempo gli chiede di darle la morte perché si è resa conto di non potersi sottrarre al suo destino. Nanni, stravolto e fuori di sé dalla rabbia, afferra una scure e la uccide, sotto lo sguardo di Maricchia, arrivata di lì a poco sulla scena.

## Riconoscimenti
- 1997 - David di Donatello
  - Candidatura miglior attrice a Monica Guerritore
- 1997 - Premio Gianni Di Venanzo
  - Miglior fotografia italiana
  - Candidatura miglior attrice a Monica Guerritore